# 百寿岩石刻
百寿岩石刻，位于中国广西壮族自治区永福县寿城公社百寿岩，为一个全国重点文物保护单位，类型为石刻，为第二批广西壮族自治区文物保护单位，公布时间为2013年5月。
百寿岩石刻的历史年代为宋～清。